# ميشيل براون (منافسة ألعاب القوى)
ميشيل براون (بالإنجليزية: Michele Brown)‏ هي منافسة ألعاب القوى أسترالية، ولدت في 3 يوليو 1939.

## وصلات خارجية
- ميشيل براون على موقع الاتحاد الدولي لألعاب القوى (الإنجليزية)
- ميشيل براون على موقع النتائج التاريخية لألعاب القوى الأسترالية (الإنجليزية)
- ميشيل براون على موقع اللجنة الأولمبية الدولية (الإنجليزية)
- ميشيل براون على موقع أوليمبيديا (الإنجليزية)
- ميشيل براون على موقع اللجنة الأولمبية الأسترالية (الإنجليزية)